# Songs That Make Sense
Songs That Make Sense – solowy album studyjny polskiego wokalisty i producenta – Macieja Werka. Wśród osób biorących udział w nagrywaniu tej płyty możemy odnaleźć takich artystów jak: Mark Lanegan, Poogie Bell, Anita Lipnicka, Misia Furtak, Chris Olley, Wojciech Pilichowski i wielu innych.

## Lista utworów
1. „Long Cold Race” (feat. Mark Lanegan & Anita Lipnicka)
2. „Song That Makes Sense”
3. „Card” (feat. Natalia Fiedorczuk)
4. „Vincent’s Room”
5. „Lula” (feat. Anita Lipnicka)
6. „Summer of Love” (feat. Misia Furtak)
7. „The Wire”
8. „Dead Man” (feat. Chris Olley)
9. „Down” (feat. Kuba Koźba)
10. „Departed” (feat. Joanna Prykowska)
11. „Nero”
12. „Long Cold Race” (Abbey Road Mix)